# Корчагина, Валентина Ивановна
Валентина Ивановна Корчагина (20 апреля 1912, Баку — 22 ноября 1988, Одесса) — советский промышленный деятель. Герой Социалистического Труда (1960), лауреат Сталинской премии (1951).

## Биография
Валентина Корчагина родилась 20 апреля 1912 года в городе Баку (ныне — столица Азербайджана).
В 1928—1933 годах училась на нефте-технологическом факультете Азербайджанского нефтяного института.
С 1933 года трудилась инженером на нефтедобывающих предприятиях Азербайджанской ССР. Во время Великой Отечественной войны образцово выполняла правительственные задания по добыче, переработке нефти, обеспечение нефтепродуктами Красной Армии, промышленных и сельскохозяйственных предприятий, за что дважды была награждена орденом «Знак Почёта» и орденом Трудового Красного Знамени.
После войны была заместителем главного инженера производственного объединения «Азнефтезаводы». 
С конца 1940-х годов руководила Одесским нефтеперерабатывающим заводом, который вернулся из Сызрани из эвакуации. Под её началом расширялось производство, росли мощности, обновлялось и модернизировалось оборудование. Большое внимание уделялось работе очистных сооружений. К началу 1960-х годов мощность завода достигала 800 тысяч тонн нефтепродуктов в год.
В 1951 году стала лауреатом Сталинской премии за создание нового образца моторного топлива.
7 марта 1960 года Указом Президиума Верховного Совета СССР в ознаменование 50-летия Международного женского дня, за выдающиеся достижения в труде и особо плодотворную общественную деятельность, получила звание Героя Социалистического Труда с вручением ордена Ленина и золотой медали «Серп и Молот».
С 1962 года преподавала в Одесском политехническом институте.
С 1967 года была пенсионером союзного значения.
Жила в Одессе по адресу: ул. Горького, 12.
Умерла 22 ноября 1988 года в Одессе. Похоронена на Таировском кладбище Одессы.
Награждена орденами Ленина (7 марта 1960), Трудового Красного Знамени (19 сентября 1946), «Знак Почёта» (24 января 1944), медалями, в том числе «За трудовую доблесть» (15 мая 1951).
Член КПСС с 1943 года.